# L'Albiol
Pour les articles homonymes, voir Albiol.
L'Albiol est une commune de la comarque du Baix Camp dans la province de Tarragone en Catalogne (Espagne).